# Burudeghatta, Tiptur
Burudeghatta là một làng thuộc tehsil Tiptur, huyện Tumkur, bang Karnataka, Ấn Độ.